# گریسون (کالیفرنیا)
گریسون (به انگلیسی: Grayson) یک منطقهٔ مسکونی در ایالات متحده آمریکا است که در شهرستان استانیسلاس، کالیفرنیا واقع شده‌است. گریسون ۶٫۶۰۲ کیلومتر مربع مساحت دارد و ۱۶ متر بالاتر از سطح دریا واقع شده‌است. جمعیت این منطقه در سرشماری سال ۲۰۱۰ با کاهش ۱۰۷۷ نفری نسبت به سال ۲۰۰۰، به ۹۵۲ نفر رسیده‌است.